# Techniques de mise à l'eau
 (septembre 2024).
Si vous disposez d'ouvrages ou d'articles de référence ou si vous connaissez des sites web de qualité traitant du thème abordé ici, merci de compléter l'article en donnant les références utiles à sa vérifiabilité et en les liant à la section « Notes et références ».
Les techniques de mise à l'eau sont les différentes façons de se mettre à l'eau en plongée sous-marine.
Équipé de tout son matériel, un plongeur est malhabile, et peut difficilement se mouvoir. Par ailleurs, l'exiguïté des embarcations de plongée et leurs particularités, nécessite la maîtrise d'une certaine technique afin d'éviter un accident quelconque.
Avant de se mettre à l'eau, le plongeur, qui peut se faire assister d'une autre personne, doit vérifier que personne d'autre ne se trouve à l'endroit où il compte s'immerger, que ce soit en surface ou sous l'eau. En effet, compte tenu de son poids (poids du lestage et de la bouteille de plongée), il peut s'enfoncer d'un à deux mètres, risquant de blesser un plongeur qui remonterait à ce moment ou un baigneur.

## Saut droit

Entraînement de mise à l'eau d'un plongeur de l'US Navy.

Le saut droit consiste, en étant entièrement équipé, à se mettre debout, à assurer la tenue de son matériel puis à faire un pas en avant tout en conservant le corps à la verticale, afin de rentrer dans l'eau dans la même position.
Cette méthode est essentiellement utilisée lorsque le plongeur se trouve sur un bateau disposant d'une plage arrière, ou lorsque la hauteur du bastingage le permet.
- S'équiper intégralement masque de plongée sur le visage et détendeur en bouche
- Tenir d'une main son masque et son détendeur et de l'autre le bas de son gilet de stabilisation (vide ou très peu gonflé)
- Faire un pas en avant en conservant le regard horizontal afin de garder la verticalité du corps

## Bascule arrière
La bascule arrière, consiste, en étant entièrement équipé et assis sur le plat-bord du bateau, à se laisser basculer en arrière pour rentrer dans l'eau.
Cette méthode est surtout utilisée lorsque le plongeur s'immerge depuis une embarcation légère.
- S'équiper intégralement masque de plongée sur le visage et détendeur en bouche dos à l'eau
- Tenir d'une main son masque et son détendeur et de l'autre le bas de son gilet de stabilisation (vide ou très peu gonflé)
- S'assurer de l'absence de plongeur dans la zone de mise à l'eau
- Basculer en arrière prenant garde de bien lancer ses jambes dans le mouvement de rotation
- Laisser la flottabilité de la combinaison de plongée et du gilet de stabilisation ramener en surface.

## Bascule avant
La procédure est exactement le même que pour une bascule arrière sauf que l'on part debout, face à l'eau en amorçant un saut périlleux (aidé par le poids des blocs) et on retombe sur le dos comme dans une bascule arrière.

## Entrée assise contrôlée
- S'équiper intégralement masque de plongée sur le visage et détendeur en bouche face à l'eau
- Tenir d'une main son masque et son détendeur et de l'autre le bas de son gilet de stabilisation (vide ou très peu gonflé)
- S'assurer de l'absence de plongeur dans la zone de mise à l'eau
- Basculer légèrement en avant
- Laisser la flottabilité de la combinaison de plongée et du gilet de stabilisation ramener en surface.

Cette méthode est une exclusivité PADI

## Mise à l'eau non équipé
Il est possible, en fonction des conditions, de se mettre à l'eau « non équipé » (sans le gilet de stabilisation) et de s'équiper ensuite dans l'eau. Cette méthode nécessite une mer calme, sans houle, avec assez peu de courant. Elle est généralement utilisée pour les personnes ayant du mal à s'équiper dans une embarcation trop étroite.